# Porrogszentkirály, Somogy
Porrogszentkirály  este un sat în districtul Csurgó, județul Somogy, Ungaria, având o populație de 316 locuitori (2011). 

## Demografie
Componența etnică a satului Porrogszentkirály
     Maghiari (82,01%)
     Romi (17,07%)
     Croați (0,91%)
Componența confesională a satului Porrogszentkirály
     Romano-catolici (40,19%)
     Luterani (30,06%)
     Fără religie (4,43%)
     Reformați (1,9%)
     Necunoscută (23,42%)
Conform recensământului din 2011, satul Porrogszentkirály avea 316 locuitori. Din punct de vedere etnic, majoritatea locuitorilor (82,01%) erau maghiari, cu o minoritate de romi (17,07%). Nu există o religie majoritară, locuitorii fiind romano-catolici (40,19%), luterani (30,06%), persoane fără religie (4,43%) și reformați (1,9%). Pentru 23,42% din locuitori nu este cunoscută apartenența confesională.